# موتور مهیم نارویی (دلگان)
موتور مهیم نارویی روستایی در دهستان چاه علی بخش جلگه چاه هاشم شهرستان دلگان استان سیستان و بلوچستان ایران است.
این روستا غربی ترین نقطه استان سیستان و بلوچستان
از لحاظ مختصات جغرافیایی است.

## جمعیت
بر پایه سرشماری عمومی نفوس و مسکن در سال ۱۳۹۵ جمعیت این روستا ۳۱ نفر (۷خانوار) بوده‌است.